# Banco de Guyana
El Banco de Guyana (en inglés Bank of Guyana) (BoG) es el banco central de Guyana. Se estableció en 1965 antes de la independencia del país en 1966. Dr. Gobind Ganga ha sido el gobernador de BoG desde diciembre de 2014.

## Logotipo del banco
El logotipo del Banco se divide en cuatro secciones, que representan las industrias del arroz (arriba a la izquierda), madera (arriba a la derecha), construcción naval (abajo a la izquierda) y minerales (abajo a la derecha).

## Historia
El Banco de Guyana se estableció en virtud de la Ordenanza del Banco de Guyana n.º 23 de 1965. La operación real comenzó el 16 de octubre. 1965 – siete meses antes de que el país obtuviera la independencia política. El temprano establecimiento del Banco fue promovido por un acuerdo del Gobierno Británico (en representación de los todavía coloniales miembros de la Junta Monetaria del Caribe Británico (BCCB) y el Gobierno de Trinidad y Tobago), para la disolución del BCCB a mediados de 1967 y el cese de la emisión de moneda después de 1965.
La Ordenanza del Banco de Guyana estableció el Banco Central como una 'institución autónoma' con sede en la ciudad capital de Georgetown.
Dentro del contexto de la política económica del Gobierno, el Banco se guiará en todas sus acciones por los objetivos de fomentar la estabilidad monetaria y promover condiciones crediticias y cambiarias conducentes al crecimiento de la economía de Guyana.
Además de especificar los arreglos administrativos y de gestión del Banco, la Ordenanza, entre otras cosas, decretó que el Banco:
- tienen el derecho exclusivo de emitir y canjear billetes y monedas
- actuar como banquero de los bancos comerciales
- actuar como agente fiscal y síndico de un banquero del Gobierno
- administrar los acuerdos de pago celebrados por el Gobierno

En septiembre de 2019, el Banco de Guyana bloqueó la compra de Republic Bank Financial Holdings de las operaciones de Scotiabank en Guyana. En diciembre de 2019, el Banco de Guyana se convirtió en el organismo administrador del primer fondo soberano de riqueza del país. Cinco meses después, el fondo recibió su primer pago de regalías de USD 4,9 millones de la producción de petróleo en alta mar. En octubre de 2020, el Banco de Guyana optó por suavizar los requisitos de identificación de los bancos comerciales para que los titulares de cuentas individuales abran y mantengan cuentas, admitiendo que los requisitos anteriores eran demasiado estrictos.

### Revisiones de ordenanzas
La Ordenanza por la que se estableció el Banco fue revisada y se convirtió en la Ley del Banco de Guyana. CAP:85:02. Esta Ley fue revisada nuevamente en 1995, 1998 y más tarde en 2004. Las revisiones posteriores mejoraron significativamente el papel y el propósito del Banco dentro del marco del sistema económico y financiero de Guyana. Adicionalmente, otorgaron mayor autonomía al Banco en cuanto a su constitución, administración y funcionamiento.

### Moneda y monedas
El Banco comenzó a emitir los nuevos billetes en moneda nacional el 15 de noviembre de 1965, para reemplazar los billetes del BCCB, cuya emisión se esperaba que cesara el 31 de diciembre de 1965. Sin embargo, las monedas nacionales no se emitieron hasta mediados de 1967. Hasta la fecha, el Banco ha mantenido a De La Rue y Royal Mint como proveedores de la moneda nacional.
En 2012, el Banco de Guyana comenzó a emitir billetes de $5000, la denominación más alta en la historia del banco.

## Ubicaciones
En su establecimiento, el Banco se encontraba en locales temporales en tres ubicaciones. El Gobernador operaba desde una oficina que se le asignó en el Edificio del Parlamento.
Se alquiló espacio de oficinas a Colonial Life Insurance Company, High Street, Georgetown, para albergar el Departamento de Investigación, mientras que la oficina del BCCB en el edificio de la Oficina General de Correos, Georgetown, ejecutó operaciones de divisas en nombre del Banco.

## Liderazgo
El Banco comenzó bajo el liderazgo de su primer Gobernador, el Dr. Horst Bockelman, quien fue secundado por el Deutsche Bundesbank (Deutsche Bundesbank), Alemania. También participó en la creación del Banco Central en la vecina Trinidad y Tobago. Posteriormente, el Gobernador fue apoyado por el señor Kemal Sogancilar, quien fue nombrado Gerente Bancario. Fue adscrito del Banco Central de Chipre, pero sirvió anteriormente en el Banco Central de Turquía.
Todos los demás puestos fueron ocupados inicialmente por guyaneses. Dos años más tarde, William P. D'Andrade accedió a la máxima posición para convertirse en el primer gobernador guyanés del Banco. Fue miembro ex officio de la Junta Directiva como resultado de su cargo de Secretario de Hacienda, Ministerio de Hacienda y luego se desempeñó brevemente como Vicegobernador.

### Gobernadores
- Horst Bockelmann, 16 de octubre de 1965 - enero de 1968[8][9]
- William Peter D'Andrade, enero de 1968 - 1973[10]
- Patrick E. Matthews, 1973 - septiembre de 1991[11][12]
- Archibald Meredith, septiembre de 1991 - junio de 1997
- Dolly Sursattie Singh, junio de 1997 - junio de 2005
- Lawrence Theodore Williams, junio de 2005 - mayo de 2014[13]
- Gobind Ganga, desde noviembre de 2014[14]